# Trucada telefònica

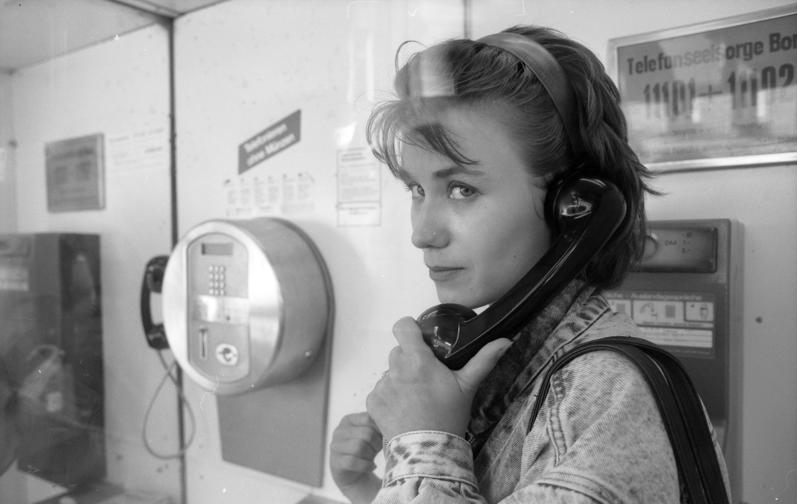
Una usuaria durant una trucada telefònica el 1980

Una trucada telefònica (en valencià, tocada telefònica) és l'operació de posada en connexió entre una persona amb un telèfon i el seu destinatari. Després del marcatge del número de telèfon d'aquest últim en el teclat del dispositiu emissor de la trucada, sona un timbre o una melodia en el telèfon de destinació fins que l'individu en qüestió despenja acceptant la trucada. Llavors pot començar la conversa telefònica, que sol començar amb una salutació o, si es desconeix la identitat de qui truca, amb preguntes com ara "Digui?" o "Qui és?".
A més del mètode tradicional de fer una trucada telefònica, les noves tecnologies permeten altres maneres de realitar trucades telefòniques, com ara el marcatge per veu o Veu per IP, o fins i tot la realització de trucades amb dispositius diferents del telèfon tradicional, com ara un ordinador o una tauleta tàctil, utilitzant programes o aplicacions com ara Skype, Zoom o Jitsi.
Les trucades telefòniques són un mercat per als operadors de telefonia, que en general ofereixen la possibilitat de subscripcions als seus serveis (servei de telefònic). En general es carreguen al compte del client en funció de la durada, la situació del receptor de la trucada (la distància) o les característiques especials del número marcat (número gratuït o de pagament), podent tenir una política de preus especial.
Les trucades telefòniques que el receptor no ha respost o despenjat i que queden enregistrades en el dispositiu mòbil reben el nom de trucades perdudes (en valencià, tocades perdudes).